# Rjoandefossen

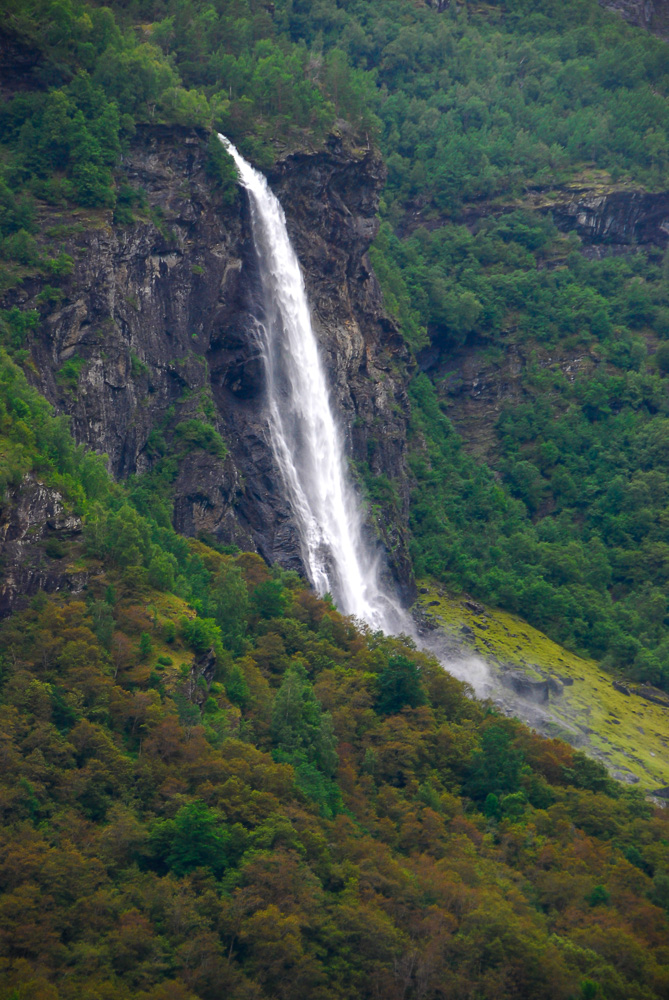
Rjoandefossen

Rjoandefossen is een waterval even ten zuiden van Flåm, gemeente Aurland in de Noorse provincie Vestland. De Rjoandefossen staat ook bekend als Roandefossen.
Het water van de rivier Vidalselvi valt over een hoogte van 310 meter naar beneden en eindigt in de Flåmselvi. De rivier de Vidalselvi wordt gevoed met smeltwater van de Viddalen en heeft een verval van meer dan 800 meter. 
Stroomopwaarts op de Vidalselvi bevindt zich een hoogvlakte met verschillende kleine meren welke na een warme periode en in de zomer veel smeltwater te verwerken krijgen. In deze periode zwelt de Rjoandefossen op tot een krachtige waterval.
De Rjoandefossen ligt net buiten Flåm en is te zien vanuit de Flåmsbana. Vanuit de Flåmsbana zijn er meerdere kleine en grote watervallen te zien. Eerste de Brekkefossen, Tunnshello, Kardalsfossen, de krachtige Kjosfossen en tot slot de Myrdalsfossen.